# Magno Felice Ennodio
(Magno Felice Ennodio Lettere, A Giovanni 1,10)
Magno Felice Ennodio (latino: Magnus Felix Ennodius; Arles, 473/474 – Pavia, 17 luglio 521) è stato un retore e poeta romano.
Fu il decimo vescovo di Pavia. È venerato come santo dalla Chiesa cattolica.

## Biografia
Nacque in Gallia, probabilmente ad Arelate (Arles), nella gens Firmina (la stessa di Cesario di Arles). Rimasto orfano in tenera età, fu cresciuto da una zia a Pavia.
Chierico, poi diacono a Milano ed infine, forse già nel 513, vescovo a Pavia, fu tra i sostenitori di papa Simmaco nell'ambito dello scisma laurenziano e poi legato di papa Ormisda in Oriente, di cui predisse persino il suo ascendere al soglio di Pietro. Guidò varie spedizioni diplomatiche a Costantinopoli per trattare la riunificazione con la chiesa greca.
Fu tra i massimi sostenitori e "ideologi" del sovrano ostrogoto Teoderico il Grande, in particolare con la Vita di Epifanio di Pavia e il panegirico dedicato proprio al re. Pubblicò inoltre un'autobiografia, sotto la suggestione delle Confessioni di Sant'Agostino, che si intitola Eucharistichon de vita sua, un'opera che mostra soprattutto la sua ammirazione per la cultura classica.
Oltre a queste due opere, di lui si conservano 297 lettere, la Vita di Antonio di Lerino, un libello in difesa di papa Simmaco, Dictiones in prosa e in versi, inni religiosi, un epitalamio, carmi di argomento e metro vario, epigrammi ed altre di vario genere. In un epigramma intitolato De stomachio eburneo cita l'antico gioco stomachion che assomiglia al cuore delle donne, in quanto entrambi possono assumere molteplici forme.
I suoi principali allievi furono Aratore e Postumio Rufio Festo Avienio.
Morì a Pavia il 17 luglio 521. I suoi resti sono custoditi in una teca all'interno dell'altare maggiore della Basilica di San Michele Maggiore a Pavia.
Le sue opere furono articolate soprattutto in tre generi: agiografia, poesia e storiografia.